# Quận Sharkey, Mississippi
Quận Sharky là một quận thuộc tiểu bang Mississippi, Hoa Kỳ.
Quận này được đặt tên theo William L. Sharkey. Theo điều tra dân số của Cục điều tra dân số Hoa Kỳ năm 2010, quận có dân số 4916 người. Quận lỵ đóng ở Rolling Fork.

## Địa lý
Theo Cục điều tra dân số Hoa Kỳ, quận có diện tích 1130 km2, trong đó có 9 km2 là diện tích mặt nước.